# Mikyung Sung
Mikyung Sung (en hangul, 성미경, a veces pronunciado como Mikyung Soung, nacida el 1 de septiembre de 1993 en Seúl) es una contrabajista surcoreana.

## Educación
Mikyung Sung, nacida en el seno de una familia de músicos, estudió piano y violonchelo, y luego comenzó a tocar el bajo a los 10 años. Sus lecciones inicialmente han sido de su padre, Youngseog Sung, quien tocó el bajo durante 30 años en la Orquesta Filarmónica de Seúl. Fue acompañada al piano por su madre, Inja Choi, quien ha sido pianista del Coro Nacional Coreano (Korean National Choir). Su hermana Minje, tres años mayor, con quien tocó en muchos dúos de música a lo largo de su vida, también es una contrabajista premiado internacionalmente, siendo ganador de los concursos J.M. Sperger y Koussevitsky. 
Después de estudiar en Sunhwa Arts School, estudió en la Escuela Preliminar de la Universidad Nacional de Artes de Corea donde obtuvo una licenciatura en Música como estudiante talentosa en 2013, junto a Ho-gyo Lee.
Obtuvo un Diploma de Artista en 2017 en el Conservatorio de Música de la Escuela Colburn en Los Ángeles, donde ha estudiado con Peter Lloyd. También ha participado en clases magistrales con los músicos Janne Saksala, Rinat Ibragimov, Joseph Conyers y Klaus Trumpf, así como con el violinista Arnold Steinhardt y los violonchelistas Peter Wiley y Hans Jørgen Jensen.

## Concursos
En Corea del Sur, Mikyung Sung ha recibido el Primer Premio (First Place) en concursos como el Concurso de Ensamble de Cuerdas Barroco (Baroque String Ensemble Competition) en 2007, el Concurso Nacional de Música Haneum (Haneum National Music Competition), el Concurso Diario de Educación Musical (Music Education Journal Competition) y el Concurso de la Asociación de Contrabajistas de Corea (Korea Double Bass Association) en 2010.
En 2010 recibió el Primer Premio (First Prize), el Premio del Público y el Premio Especial del Jurado en el Concurso Internacional J.M. Sperger de Contrabajistas en Alemania, después de haber quedado en cuarta posición dos años antes. Como resultado, posteriormente fue invitada a presentarse con orquestas en Coblenza, Nuevo Brandenburgo y Dessau.
En la Convención de la Sociedad Internacional de Bajistas (SIB) realizada en Colorado en 2015, recibió el Premio Thomas Martin a la Mejor Interpretación de una Obra de Bottesini, así como el segundo lugar en la división de solistas.
En el Concurso Internacional de Música ARD de 2016, avanzó a la segunda ronda en la categoría de contrabajistas.
En el Concurso de la Fundación Bradetich de 2017 ganó el premio que se votó a través de Internet por su interpretación final del Concierto n.º 2 de Bottesini, así como la Mención de Honor.

## Presentaciones en solitario

### Con orquesta
Su debut profesional como solista fue a los 12 años con la Filarmónica Guri en Corea del Sur. Desde entonces, ha interpretado como solista junto con orquestas como la Staatsorchester Rheinische Philharmonie Koblenz en 2011, Neubrandenburger Philharmonie, Anhaltische Philharmonie Dessau, Filarmónica Baden-Baden, Filarmónica de Corea (Philharmonia Corea), Concordia College Orchestra, Orquesta de la Universidad Nacional de Artes de Corea, Orquesta de Sunhwa Arts School, Caesura Youth Orchestra en 2016, Colburn Orchestra en 2016 y 2017 en el Zipper Hall, el Wallis Annenberg Center for the Performing Arts (Centro Wallis Annenberg para las Artes Escénicas) y el Centro Soraya para las Artes Escénicas (en), y la Orquesta Filarmónica de Seongnam en 2019.

### Recitales
Mikyung Sung interpretó en recitales de Artistas Prodigios y Jóvenes (Prodigy and Young Artist) en el Kumho Art Hall en 2007 y 2010, en varias series de conciertos de la Universidad Nacional de Artes de Corea, ha hecho apariciones en recitales y en el Foro de Presentaciones en el Salón Thayer de la Escuela Colburn, varias veces en la Biblioteca Huntington en 2016-2018, el One Month Festival de 2018, varias veces en la serie de televisión The House Concert presentada por Park Chang-soo en Seúl, Corea del Sur de 2018 a 2019, y en el Kukje Art Hall en 2019.
En sus primeros años, estuvo acompañada frecuentemente por su madre, Inja Choi, de 2014 a 2015 por Eloise Kim, de 2016 a 2018 por Jaemin Shin, y desde 2019 por Ilya Rashkovskiy.

### Dúos y música de cámara
Ha interpretado en dúos junto con su hermana, Minjie Sung, como "2Bass" y el "MJK Ensemble", también en el Festival Ditto en 2007, en el Kumho Art Hall en 2011 y en The House Concert en Corea del Sur en 2013. También se ha presentado en dúos de bajo junto con Sukyung Chun y con la pianista Eloise Kim en Colburn en 2014 y en la Sierra Madre Playhouse en 2015. El mismo año también se presentó en un cuarteto de bajo dirigido por su hermano en el Festival Ditto en Seúl.
También tocó en una variedad de conciertos de música de cámara, especialmente en la Mansión Doheny de la Universidad Mount St. Mary's y el Festival de la Vida de Palm Springs en 2016 y en la Academia de Orquestas de Shanghái en el año 2018.

### Televisión
Mikyung Sung fue una joven artista destacada en el 2011 New Years Special del programa Classic Odyssey de KBS1 y también fue la artista destacada en el primer episodio regular de la serie de televisión de KBS "Masterpiece Scandal", también en 2011. Ella y su hermana Minje aparecieron en el programa de televisión de KBS1 Classic Odyssey en 2013, junto con su madre como acompañante de piano.

### Internet
Algunos de sus videos de improvisaciones se han convertido en éxitos virales, especialmente, el Gigue de Suite in the Olden Style de Hans Fryba y el Elegy No. 1 de Bottesini, que recibieron más de un millón de visitas en la red social Facebook, además de que estos videos también se encuentran en YouTube.

## Interpretación y enseñanza orquestal
Después de sus estudios en la universidad, audicionó y ganó varios puestos en dos orquestas coreanas, especialmente, el puesto de subdirectora de bajo de la Orquesta Filarmónica de Seúl; sin embargo, rechazó ambos puestos para posteriormente realizar sus estudios de posgrado en los Estados Unidos.
Ha interpretado como contrabajista principal junto con la Orquesta Sinfónica de Shanghái y enseñó en la facultad de contrabajistas de la Academia de la Orquesta de Shanghái para la temporada de conciertos de 2018-2019.

## Nombre
Inicialmente, su nombre ha sido transliterado frecuentemente como «Mikyung Soung», y aparece como tal en material relacionado con varios concursos, conciertos, como los menciona la escuela Colburn, y por la cobertura de los medios de prensa de tales eventos. Sin embargo, más recientemente, cambió su nombre en todas sus cuentas de redes sociales a «Mikyung Sung», según la forma en que su padre y su hermana ahora escriben constantemente sus nombres, y todos los programas de conciertos desde el año 2019 han usado esta ortografía.